# Linda Hunt
Linda Hunt (nacida como Lydia Susanna Hunt, Morristown, Nueva Jersey, 2 de abril de 1945) es una actriz estadounidense, ganadora de un Óscar por su papel en la película El año que vivimos peligrosamente. A finales de 2012, es especialmente conocida por interpretar el papel de Henrietta "Hetty" Lange en la serie de televisión NCIS: Los Ángeles.

## Biografía
Nació con una estatura inferior a la media. Pero sus 1,45 metros no le hicieron desistir en su sueño de ser actriz. Así pues en 1962 ingresó en la Interlochen Art Academy y se licenció en la Universidad DePaul.
Bajo la dirección de Peter Brooks estrenó las obras de teatro Aunt Dan and Lemmon y The Cherry Orchard. En cine obtuvo su primera oportunidad gracias a Robert Altman, quien la contrató para un papel de reparto en Popeye.
A este título se le sumó El año que vivimos peligrosamente (1982), el filme de Peter Weir en el que interpretó a un hombre. El personaje de Billy, un fotógrafo instalado en la Indonesia de Sukarno y frustrado ante la visión de las mujeres prostituyéndose para los turistas mientras sus hijos juegan en el fango, estuvo marcado por una ambigüedad sexual derivada de la prestación de la actriz, cuyos ojos miraban con cierta fascinación al reportero encarnado por Mel Gibson. Estos factores y otros -cf. el asesinato de Billy a manos de un ejército que no podía permitirse la disidencia ante la inminencia de un golpe de Estado en un país cuyo dirigente debe equilibrar las relaciones entre la izquierda y la derecha- le valieron a Linda Hunt varios reconocimientos de las asociaciones de críticos de Estados Unidos así como una candidatura a los Globos de Oro que perdió frente a Cher. Un mes después ambas actrices rivalizarían por un Óscar que fue a parar a manos de Linda.
A partir de entonces la llamaron directores prestigiosos como David Lynch (Dune) o Lawrence Kasdan, quien en Silverado le permitió hacer toda una declaración de intenciones. En ella la actriz era la dueña de un saloon que para ser vista por sus clientes usaba un pequeño taburete, de tal manera que creaba un mundo a su medida: de esta manera, Linda Hunt estaba diciendo a los productores y realizadores que podía interpretar personajes que no tuviesen nada que ver con su peculiar físico.
En efecto, James Ivory la contrató para Las bostonianas (1984), donde Hunt se puso en la piel de una doctora que creía en el sufragio femenino y la emancipación de la mujer, pero no en el arribismo y fanatismo de las damas que usaban las conferencias públicas y privadas para su promoción personal.
Cuando se estrenó la película, Linda Hunt recibió la noticia de su candidatura a los Premios Tony por su papel en la obra de teatro End of the World.
Mientras tanto prosiguió su carrera cinematográfica en filmes como Vida y amores de una diablesa (1989), en la que ayudaba a Roseanne Barr a vengarse de Meryl Streep; Younger and Younger (Percy Adlon, 1993) o Pret-a-porter (Robert Altman, 1994) donde encarnó a una cínica diseñadora de modas que rivalizaba con Sally Kellerman y Tracy Ullman.
En televisión encontró una oportunidad de lucimiento en la serie El abogado, donde interpretó a la juez Zoey Hiller, una mujer cuya integridad como profesional le lleva a poner en la calle a asesinos cuyas detenciones se efectuaron violando la ley, y cuya capacidad laboral imposibilita a cualquier letrado solicitar base para cualquier apelación.
En cine Linda Hunt se había convertido en una presencia de lujo, un toque de distinción, fuesen largometrajes de animación, como Pocahontas, o de terror, como The Relic (Peter Hyams, 1996) o Dragonfly, la sombra de la líbélula, en la que volvió a coincidir con uno de los integrantes del reparto de Silverado, Kevin Costner.
En teatro seguía siendo una estrella: en 2003 estrenó Carnioae, donde interpretó por segunda vez a un hombre. En la película animada Los Increíbles (2004), el personaje de Edna Mode está basado en su aspecto y semejanza.
En 2009 se incorpora a la serie NCIS: Los Ángeles, spin-off de la serie NCIS, ambas de la CBS, para interpretar a Henrietta "Hetty" Lange, directora de operaciones del NCIS en Los Ángeles.
Desde 1987 vivía con su pareja la psicoterapeuta Karen Kline. Se casaron en 2008.

## Filmografía parcial
| Año  | Película                                    | Director                    |
| ---- | ------------------------------------------- | --------------------------- |
| 1980 | Popeye                                      | Robert Altman               |
| 1982 | El año que vivimos peligrosamente           | Peter Weir                  |
| 1984 | Dune                                        | David Lynch                 |
| 1984 | Las bostonianas                             | James Ivory                 |
| 1985 | Silverado                                   | Lawrence Kasdan             |
| 1989 | Vida y amores de una diablesa               |                             |
| 1990 | Kindergarten Cop                            | Ivan Reitman                |
| 1991 | Agente juvenil                              | William Dear                |
| 1993 | Younger and Younger                         |                             |
| 1993 | Twenty Bucks                                | Keva Rosenfeld              |
| 1994 | Pret-a-Porter                               | Robert Altman               |
| 1995 | Pocahontas (voz)                            | Mike Gabrie y Eric Goldberg |
| 1997 | The Relic                                   | Peter Hyams                 |
| 1998 | Pocahontas II: Journey to a New World (voz) | Bradley Raymond             |
| 2003 | Dragonfly, la sombra de la líbelula         | Tom Shadyac                 |
| 2005 | Míos, tuyos y nuestros                      | Raja Gosnell                |

## Televisión
- Space Rangers (1993)
- El abogado (1997-2003)
- Scorpion  (2015)
- NCIS: Los Ángeles (2009-2018)

## Obras de teatro
- Aunt Dan and Lemmon
- The Cherry Orchard
- End of the World (1984)
- Carnival (2003)

## Premios y nominaciones
Linda Hunt ha ganado un Óscar además de otros 10 premios entre los que destacan dos Teen Choice Awards por su papel en la serie de televisión NCIS: Los Ángeles. Ha recibido 3 nominaciones en otros certámenes.
Premios Óscar
| Año  | Categoría               | Película                          | Resultado |
| ---- | ----------------------- | --------------------------------- | --------- |
| 1984 | Mejor Actriz de Reparto | El año que vivimos peligrosamente | Ganadora  |

Premios Globo de Oro
| Año  | Categoría               | Película                       | Resultado |
| ---- | ----------------------- | ------------------------------ | --------- |
| 1983 | Mejor Actriz de Reparto | The Year of Living Dangerously | Candidata |

Premios Teen Choice Awards
| Año  | Categoría                                         | Trabajo           | Resultado |
| ---- | ------------------------------------------------- | ----------------- | --------- |
| 2011 | Mejor actriz de televisión en categoría de acción | NCIS: Los Ángeles | Ganadora  |
| 2012 | Mejor actriz de televisión en categoría de acción | NCIS: Los Ángeles | Ganadora  |